# Gnathophis leptosomatus
Gnathophis leptosomatus är en fiskart som beskrevs av Sigmund Karrer 1982. Gnathophis leptosomatus ingår i släktet Gnathophis och familjen havsålar. Inga underarter finns listade i Catalogue of Life.